# Bute Building

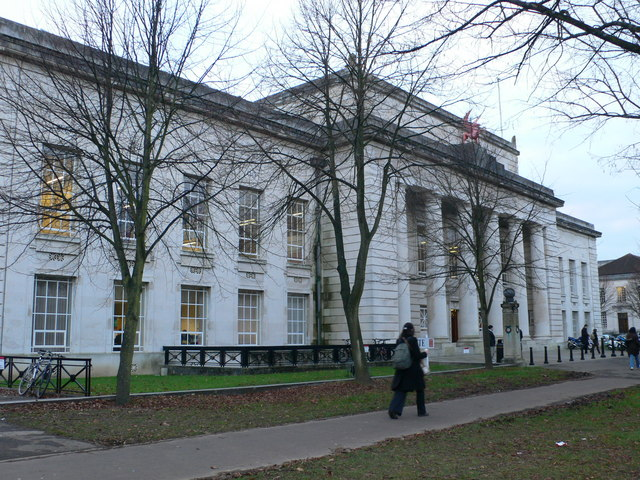
Vista do prédio.

O Bute Building é um prédio localizado na Universidade de Cardife, Gales. Abriga a Escola galesa de Arquitetura junto à Escola de Jornalismo de Cardife, Mídia e Estudos Culturais.
A arquitetura neoclássica do edifício foi projetada pelos arquitetos Percy Thomas e Ivor Jones, este no qual venceu no ano de 1911 um concurso para projetar um edifício para o Cardiff Technical College. As fundações do edifício foram estabelecidas em 1913 sendo ele inaugurado em 1916. O  Bute Building possui seis colunas romanas dóricas à frente.
O maior Sky Dome do Reino unido, um céu artificial de 8 metros de diâmetro administrado pela Faculdade de Arquitetura e usado para modelagem de luz do dia e estudos, está localizado na cave do edifício.